# Chili aux Jeux paralympiques d'hiver de 2018
Le Chili participe aux Jeux paralympiques d'hiver de 2018 à Pyeongchang, en Corée du Sud, du 9 au 18 mars 2018. Il s'agit de la cinquième participation de ce pays aux Jeux paralympiques d'hiver.

## Par discipline
Le pays est représenté par quatre athlètes participant à l'épreuve de ski alpin.

### Ski alpin
- Nicolás Bisquert
  - Slalom hommes
  - Slalom géant hommes
  - Super G hommes
  - Descente hommes
- Diego Seguel
  - Slalom hommes
  - Slalom géant hommes
- Julio Soto
  - Slalom hommes
  - Slalom géant hommes
- Santiago Vega
  - Slalom hommes
  - Slalom géant hommes